# Эренберг, Герберт
Герберт Эренберг (нем. Herbert Ehrenberg; 21 декабря 1926, Кольнишкен, Восточная Пруссия — 20 февраля 2018) — немецкий политик, член СДПГ. Федеральный министр труда и общественного порядка ФРГ.

## Биография
В 1943 году Эренберга призвали на службу в вермахт. По некоторым данным, к 20 апреля 1944 года он вступил в НСДАП. В 1945 году пробыл некоторое время в плену, освободившись работал на селе в Нижней Саксонии, затем в 1947—1951 годах служил в полиции в Бремене.
В 1952 году Эренберг получил аттестат зрелости и поступил в Высшую школу в Вильгельмсхафене, где изучал общественные науки. Позднее перевёлся в Гёттингенский университет, который окончил в 1955 году с дипломом экономиста. В 1958 году защитил докторскую диссертацию. В 1955 году Эренберг вступил в СДПГ. С 1956 года работал ассистентом управляющего, затем вторым управляющим промышленного предприятия среднего размера.
В 1961 году Эренберг занялся преподавательской деятельностью в высшей специальной школе социальной работы в Дюссельдорфе. В 1963 году возглавил отдел народного хозяйства при центральном правлении профсоюза IG Bau-Steine-Erden, возглавляемого в то время Георгом Лебером. В 1968 году Эренберг перешёл на работу в федеральное министерство экономики. После смены правительства в 1969 году служил министериал-директором в Ведомстве федерального канцлера ФРГ.
В 1972—1990 годах Эренберг являлся депутатом бундестага, в 1974—1976 годах занимал должность заместителя председателя фракции СДПГ в бундестаге. В 1975—1984 годах входил в состав правления партии. В 1971—1972 годах Эренберг работал на должности статс-секретаря в федеральном министерстве труда и общественного порядка.
После выборов в бундестаг 1976 года Эренберг 16 декабря 1976 года вошёл в ранге федерального министра труда и общественного порядка в состав федерального правительства, возглавляемого Гельмутом Шмидтом. После перестановок в правительстве Эренберг сложил свои полномочия 29 апреля 1982 года.

## Труды
- Expansive Lohnpolitik, ein Mittel der Einkommensverteilung. Göttingen 1958.
- Gewerkschaftliche Einkommenspolitik in der sozialen Marktwirtschaft. In: Beiträge zur Wirtschafts- und Gesellschaftsgestaltung. Festschrift für Bruno Gleitze. Berlin 1968.
- Vermögenspolitik für die siebziger Jahre. Stuttgart; Frankfurt am Main 1971.
- Zwischen Marx und Markt — Konturen einer infrastrukturorientierten und verteilungswirksamen Wirtschaftspolitik. dtv, 1976, ISBN 3-423-01133-5
- Aktive Lohnpolitik. Viktor Agartz und die gewerkschaftliche Lohnpolitik in den 1950er und 1960er Jahren. In: Reinhard Bispinck, Thorsten Schulten, Peeter Raane (Hrsg.): Wirtschaftsdemokratie und expansive Lohnpolitik. Zur Aktualität von Viktor Agartz. VSA-Verlag Hamburg 2008. ISBN 978-3-89965-282-6. S. 66-81.